# Musikåret 1866

## Händelser
- 30 maj – Bedřich Smetanas opera Brudköpet har premiär i Prag.
- 4 augusti – Gabriel Faurés verk Cantique de Jean Racine uppförs för första gången
- 21 oktober – Jacques Offenbachs operett Pariserliv har premiär i Paris.
- 17 november – Ambroise Thomas opera Mignon har premiär på Opéra-Comique i Paris.

## Födda
- 13 januari – Vasilij Kalinnikov, rysk tonsättare.
- 1 april – Ferruccio Busoni, italiensk tonsättare.
- 17 maj – Erik Satie, fransk kompositör och pianist
- 26 juli – Francesco Cilèa, italiensk tonsättare.
- 10 september – Tor Aulin, svensk tonsättare.
- 7 november – Paul Lincke, tysk tonsättare.

## Avlidna
- 20 mars – Rikard Nordraak, 23, norsk tonsättare.